# Острова в океане
«Острова́ в океа́не» (англ. Islands in the Stream) — роман Эрнеста Хемингуэя, написанный в 1950—1951 годах, отредактированный и опубликованный его вдовой Мэри Уэлш Хемингуэй уже после его смерти в 1970 году.

## История публикации
Роман задумывался как ответ писателя на негативные отзывы критиков на роман «За рекой, в тени деревьев». Хемингуэй начал писать «морскую трилогию» в начале 1950 года и написал основную часть романа в 1951 году. Рукопись романа в черновом, но почти законченном варианте была найдена четвёртой женой писателя Мэри Уэлш среди 332 других работ Хемингуэя после его смерти. Острова в океане тремя частями охватывают различные периоды жизни их основного персонажа — Томаса Хадсона. Сначала эти три части были названы автором «Море, когда молодой», «Море, когда отсутствовал» и «Море, когда жил». Однако эти названия были изменены автором на «Бимини», «Куба» и «В море» (англ. At Sea — англоязычная идиома «в тупике»). Тогда же он написал не опубликованный при его жизни рассказ «Морская погоня» (англ. Sea-Chase). Все эти материалы Мэри Уэлш Хемингуэй отредактировала и объединила с другими рассказами об островах, назвала «Острова в океане» и опубликовала в 1970 году.
Её предисловие к роману достаточно лаконично:
Готовя эту книгу к печати, я работала над рукописью Эрнеста вместе с Чарльзом Скрибнером‑младшим. Помимо чисто технической правки, касавшейся орфографии и пунктуации, мы сделали несколько сокращений, которые, я уверена, Эрнест сделал бы и сам. Вся книга написана Эрнестом. Мы не добавили ни одного слова.

## Персонажи

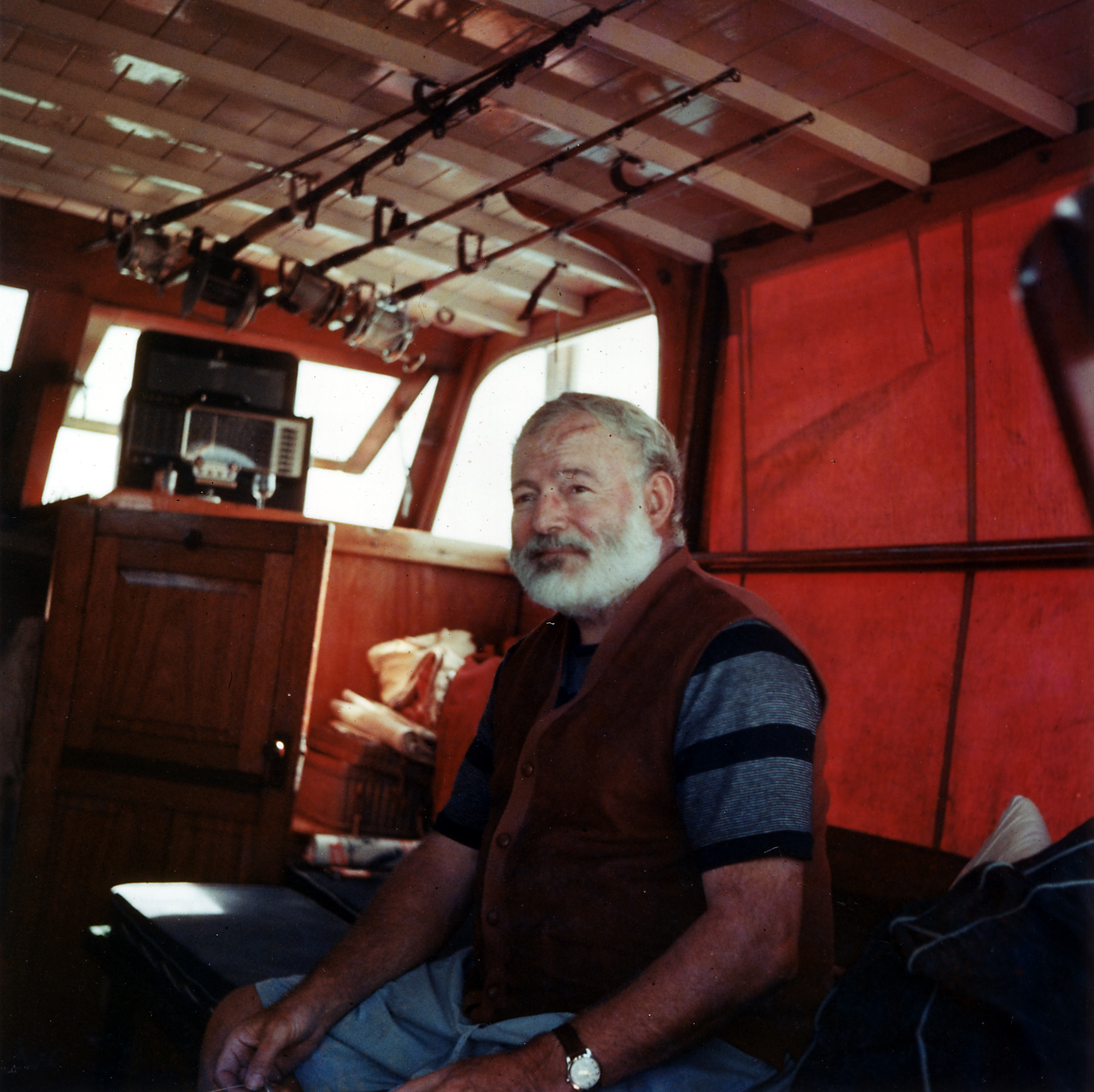
Хемингуэй в каюте своей яхты «Пилар». Побережье Кубы, 1950 год.

- Томас Хадсон (англ. Thomas Hudson) — известный американский художник.
- Томми Хадсон — старший сын Томаса Хадсона.
- Дэвид Хадсон — средний сын Томаса Хадсона.
- Эндрю Хадсон — младший сын Томаса Хадсона.
- Роджер Дэвис — писатель, давний друг Хадсона.
- Эдди — повар и эконом Хадсона на Бимини.
- Мистер Бобби — владелец бара «Понсе-де-Леон», приятель Хадсона.
- Одри Брюс — привлекательная девушка, дочь парижских знакомых Хадсона.

### Прототипы персонажей
Сюжет книги во многом автобиографичен. В Хадсоне и его семье легко узнаётся сам Хемингуэй и его сыновья. Возраст и внешность, количество браков и детей, род занятий — у «Хэма» и Хадсона полностью совпадают. Патрик — средний сын Хэмингуэя, в своей книге «Острова в океане: Воспоминания сына» описывает те же истории, что выписаны в романе его отца. Поиски немецких подводных лодок и сотрудничество Хэмингуэя-Хадсона c американскими властями тоже совпадают. Даже клички, повадки и масть котов в романе и жизни Хэмингуэя одни и те же.

## Сюжет

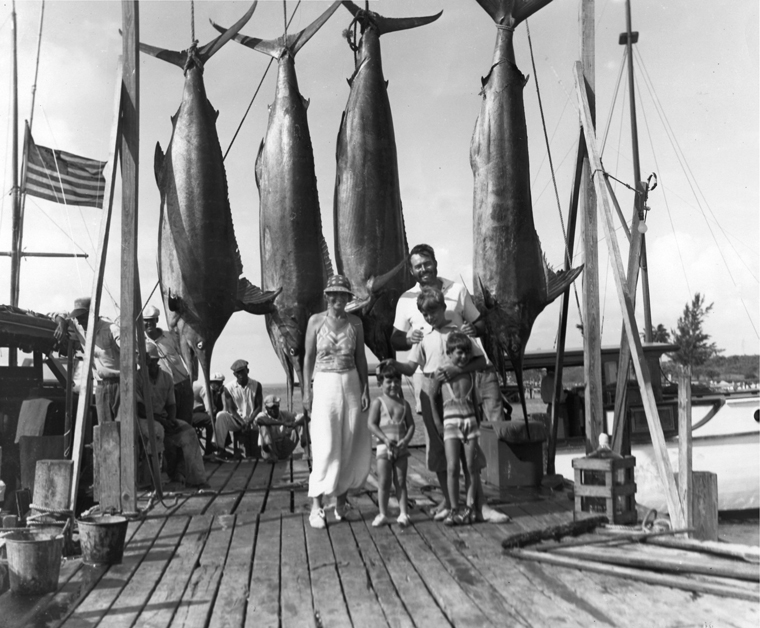
Хемингуэй с сыновьями и второй женой Паулиной Пфайфер. Бимини, 1935 год.

### Бимини
В первой части романа автор знакомит читателя с характером и образом жизни Томаса Хадсона. Хадсон — известный американский художник, который живёт размеренной и спокойной жизнью на островке Бимини и пишет картины. Обычно раз в год скучная рабочая обстановка оживляется приездом трёх сыновей Хадсона от двух первых браков. Сыновья проводят часть летних каникул с отцом. В гости к Хадсону приезжает его молодой друг — писатель Роджер Дэвис (англ. Roger Davis). Роджер чем-то похож на самого Хадсона в молодости, Хадсон испытывает к Роджеру почти отцовские чувства. Хадсон старается не давать советов и не читать нравоучений Роджеру, но пытается подсказать и предостеречь от неверных шагов. Хадсон старается, чтобы сыновья хорошо отдохнули — братья купаются, загорают, охотятся в океане на огромную меч-рыбу. Первая часть романа заканчивается сообщением о трагической смерти двух младших сыновей Хадсона и его второй бывшей жены.

### Куба

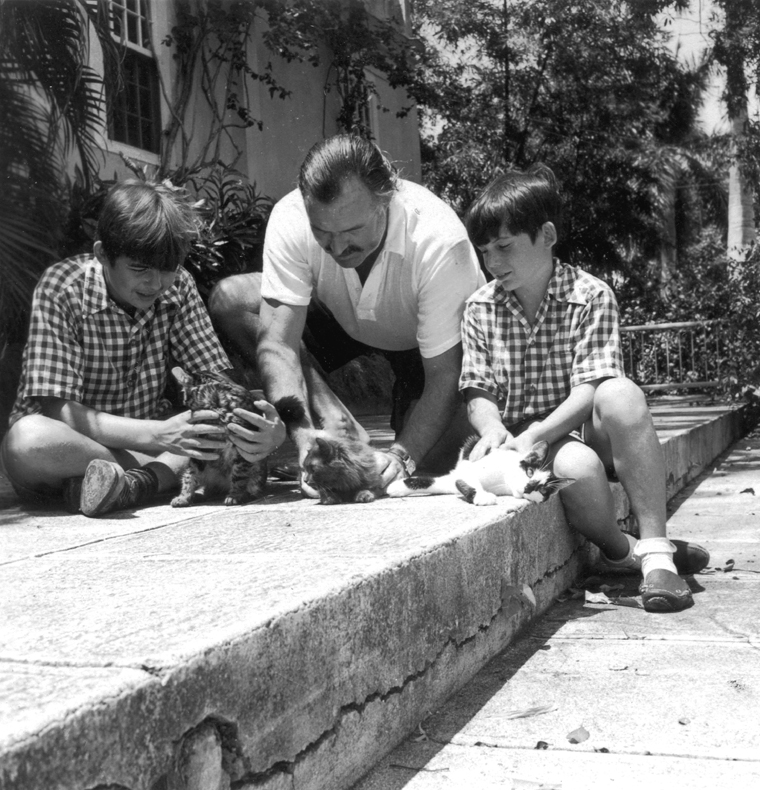
Хемингуэй с сыновьями Патриком и Грегори. Куба, 1946 год.

В этой части романа описываются события последних двух лет Второй мировой войны. Хадсон пытается занять себя, выполняя задания для американской армии, производя сбор разведывательной информации о деятельности немецких подводных лодок в районе побережья Кубы. Хадсон получает сообщение о смерти на войне своего старшего (и последнего) сына. Хадсон в этой части романа предстаёт более циничным и обращённым в себя, он много пьёт.

### В море
В последней части романа Хадсон на своём катере с помощниками преследует экипаж немецкой подводной лодки. Немецкие подводники были вынуждены покинуть повреждённую субмарину и пытаются пересесть на любое испанское судно, чтобы вернуться на родину. Хадсон и несколько испанцев-республиканцев, финансируемые правительством США, пытаются взять в плен немецких моряков. Немцы во время операции по захвату двух рыбацких шхун, чтобы не оставлять свидетелей, уничтожают целую рыбацкую деревушку. После этих событий Хадсон и его группа пытаются уничтожить немецкий отряд. В результате многодневной погони катер Хадсона настигает немцев, но попадает в засаду. Один из людей Хадсона убит, сам Хадсон опасно ранен; однако задача выполнена — немецкий отряд полностью уничтожен.

## Экранизации
- 1977 — Острова в океане — фильм режиссёра Франклина Шеффнера.
- 1978 — Острова в океане (телеспектакль) — постановка Анатолия Эфроса, в ролях Михаил Ульянов, Людмила Гурченко, Станислав Любшин, Алексей Петренко, Олег Даль, Валентин Гафт.